# Isaura
Isaura Santos (Gouveia, 15 de julho de 1989), conhecida publicamente apenas pelo monónimo Isaura, é uma cantora e compositora portuguesa. Ela compôs a música "O Jardim", interpretada por Cláudia Pascoal, que representou Portugal no festival Eurovisão da Canção de 2018, em Lisboa.

## Carreira
Deu-se a conhecer ao público em 2010 aquando da sua participação na quarta edição do programa de talentos Operação Triunfo, que é a versão em português do espanhol show de talentos Operación Triunfo. Ficou no 8º lugar na competição.
Em 2015 editou o seu primeiro EP, Serendipity, do qual fazem parte "Useless" e "Change It". Ainda no mesmo ano colabora com Diogo Piçarra em "Meu é Teu".
Em 2017 escreve, compõe e produz "O Jardim", tema vencedor do Festival da Canção de 2018, que representará Portugal no festival Eurovisão da Canção de 2018. Esta canção é interpretada por Cláudia Pascoal e pela própria Isaura. Poucos dias depois de ganhar o Festival da Canção 2018, eis que "O Jardim" alcança o lugar conquistado por poucos: o 1.º lugar do top do iTunes em Portugal. Seguiu-se a participação na Eurovisão, na qual a canção acabaria por ficar por ficar em último lugar na fase final do concurso.

Em 2018 editou o seu álbum de estreia, pela Universal Music Portugal, intitulado "Human", do qual os singles "I Need Ya" e "Busy Tone" e "Closer" produzido em parceria com Diogo Piçarra.
Em março de 2019 edita "Liga-Desliga", a sua primeira canção em português depois do Festival da Canção 2018. Do novo trabalho em português já se conhece também "Uma Frase Não Faz A Canção" com Luisa Sobral.

## Vida privada
Isaura é homossexual assumida.